# Чудов, Лев Алексеевич
Лев Алексе́евич Чу́дов (25 декабря 1922 года, Мышкин, Ярославская область — 12 января 2008 года,) — советский и российский учёный в области прикладной математики.

## Биография
Отец преподавал философию в Московском университете.
Л. А. Чудов окончил механико-математический факультет МГУ (1948, ученик И. Г. Петровского), преподавал там же, ассистент. Кандидат физико-математических наук (1952), тема кандидатской диссертации «Изолированные особые точки и линии решений линейных дифференциальных уравнений с частными производными».
Заведовал вычислительным бюро Института химической физики. Работал в Институте физических проблем АН СССР (1952—1954). 
Лауреат Сталинской премии 3-й степени (1953) «за расчетно-теоретические работы по изделию РДС-6с и РДС-5», т.е. по первой водородной бомбе и одной из моделей атомных бомб.
Старший научный сотрудник (1954).
Один из создателей Института проблем механики АН СССР (1965), заведующий отделом. Доктор физико-математических наук (1967), тема диссертации «Некоторые применения разностных методов в механике жидкости и газа»
Член Национального комитета СССР по теоретической и прикладной механике.

## Семья
Жена — академик РАН, математик О. А. Олейник (1925—2001),
 — Нинелли Николаевна Чудова (1924—2016).

### Учебные пособия
- Лекции по курсу уравнений с частными производными / Л. А. Чудов : (Учеб. пособие для студентов III курса механ.-мат. фак. МГУ специальности «Вычислит. математика») / М-во высш. и сред. спец. образования РСФСР. Науч.-метод. кабинет по заоч. и вечернему обучению Моск. гос. ун-та им. М. В. Ломоносова. — Москва : Изд-во Моск. ун-та, 1963. — 21 см. Вып. 1. — 1963. — 43 с. : черт.
- Численные методы в механике сплошных сред : (Тексты лекций) / Г. С. Росляков, Л. А. Чудов ; Моск. гос. ун-т им. М. В. Ломоносова. Вычислит. центр. Кафедра вычислит. математики. — Москва : [б. и.], 1968—1969. — 3 т.; 20 см.
  - Ч. 1. — 1968. — 81 с. : черт.
  - Ч. 2. — 1969. — 69 с. : граф.
  - Ч. 3. — 1969. — 73 с. : граф.
- Точечный взрыв : Методы расчёта : Таблицы / Х. С. Кестенбойм, Г. С. Росляков, Л. А. Чудов ; АН СССР. Ин-т проблем механики. — Москва : Наука, 1974. — 255 с. : черт.; 26 см.
- Численное моделирование процессов тепло- и массообмена : [учеб. пособие по спец. «Прикл. математика», «Физика» и «Механика»] / В. М. Пасконов, В. И. Полежаев, Л. А. Чудов. — Москва : Наука, 1984. — 285 с. : ил.; 21 см.
- Вычислительные методы : Крат. конспект лекций / Л. А. Чудов; М-во общ. и проф. образования РФ. Моск. физ.-техн. ин-т (гос. ун-т). — М., 1998. — 44 с. : ил.; 20 см.
- Задачи для самостоятельного исследования в курсе вычислительной математики : Учеб. пособие для студентов вузов по направлению «Прикладные математика и физика» / А. И. Лобанов, М. В. Мещеряков, Л. А. Чудов; М-во образования Рос. Федерации. Моск. физ.-техн. ин-т (гос. ун-т). — М. : Моск. физ.-техн. ин-т (гос. ун-т), 2001. — 75 с. : табл.; 21 см; ISBN 5-7417-0168-X